# Torneo Triangular del Metropolitano
El Trofeo Triangular del Metropolitano fue un Trofeo amistoso internacional, que se disputó en Madrid, organizado por el Atlético de Madrid. 
El Torneo contó con la presencia del club organizador Club_Atlético_de_Madrid, el equipo francés del AS Mónaco y el alemán del Berliner SV 1892.
Los partidos se disputaron el en antiguo Stadium Metropolitano construido en 1923 y demolido en 1966.

## Partidos
| Fecha      | Partido | Equipo             | Resultado | Equipo           |
| ---------- | ------- | ------------------ | --------- | ---------------- |
| 1962-08-25 | 1       | Atlético de Madrid | 6-1       | Berliner SV 1892 |
| 1962-08-28 | 2       | Berliner SV 1892   | 1-5       | AS Mónaco        |
| 1962-08-30 | 3       | Atlético de Madrid | 5-0       | AS Mónaco        |

| Lugar | Equipo             | PTOS | J | G | E | P | GF | GC |
| ----- | ------------------ | ---- | - | - | - | - | -- | -- |
| 1     | Atlético de Madrid | 4    | 2 | 2 | 0 | 0 | 11 | 2  |
| 2     | AS Mónaco          | 2    | 2 | 1 | 0 | 1 | 5  | 6  |
| 3     | Berliner SV 1892   | 0    | 2 | 0 | 0 | 2 | 2  | 11 |